# Сибирь (фильм, 1998)
«Сибирь» (нидерл. Siberia) — голландский фильм-драма, снятый режиссёром Робертом Яном Вестдейком. Премьера состоялась 27 августа 1998 года. Главные роли в картине сыграли Руланд Фернхаут, Хьюго Метсерс и Влатка Шимач.

## Слоган
«В Амстердаме всё возможно» — нидерл. «Alles kan in Amsterdam».

## Сюжет
Хьюго и Гоф, два молодых жителя Амстердама, гуляют по городу и завязывают знакомства с иностранными туристками. Когда находится подходящая жертва, они соблазняют её, так как многие девушки, приезжая в Амстердам, имеют в планах любовное приключение на память. Утром парни исчезают со всеми их деньгами, ценными вещами и с вырванной фотографией из паспорта. Часть денег друзья тратят, остальное откладывают в общий котёл, вероятно, имея некую цель.
Однажды они знакомятся с русской девушкой по имени Лара и ее американской подругой, только что прибывшими в Амстердам на поезде из Парижа. Американку быстро раскручивают на ресторан и всё остальное, а с Ларой оказывается труднее. Она довольно быстро раскусывает парней и на некоторое время остаётся у них жить. Влюбив в себя простодушного Гофа, девушка рассказывает ему, что хочет вернуться на родину в Сибирь, он ей верит и собирается потратить все общие деньги на эту поездку. Параллельно Лара заводит отношения с Хьюго и предлагает уехать в Мексику, но в итоге остаётся ни с чем.
Друзья уезжают в Сибирь без неё.

## В ролях
- Руланд Фернхаут — Гоф
- Хьюго Метсерс — Хьюго
- Влатка Шимач — Лара
- Николь Эггерт — Кристи
- Джонни Лайон — Фредди
- Шан Блейк — Мэгги

## Награды
1. Специальный приз жюри на Международном сочинском кинофестивале.
2. Три номинации на Nederlands Film Festival.